# Boyer (Saône-et-Loire)
Boyer [bwaje] ist ein Dorf und eine Gemeinde mit 726 Einwohnern (Stand: 1. Januar 2022) im französischen Département Saône-et-Loire in der Region Bourgogne-Franche-Comté, Die Gemeinde gehört zum Arrondissement Chalon-sur-Saône und ist Teil des Kantons Tournus (bis 2015: Kanton Sennecey-le-Grand); die Einwohner werden Boétrats genannt.

## Geografie
Boyer liegt etwa 21 Kilometer südlich von Chalon-sur-Saône an der Saône, in die hier das Flüsschen Natouze einmündet. Umgeben wird Boyer von den Nachbargemeinden Sennecey-le-Grand im Norden, Gigny-sur-Saône und Ormes im Nordosten, Simandre im Osten, Tournus im Süden, Vers im Südwesten sowie Jugy im Westen.

## Bevölkerungsentwicklung
| Jahr                      | 1962 | 1968 | 1975 | 1982 | 1990 | 1999 | 2006 | 2013 |
| Einwohner                 | 811  | 750  | 760  | 704  | 673  | 646  | 655  | 639  |
| Quelle: Cassini und INSEE |      |      |      |      |      |      |      |      |

## Sehenswürdigkeiten
- Menhire La Pierre-Fiche, seit 1923 Monument historique
- Kloster Notre-Dame in Venière

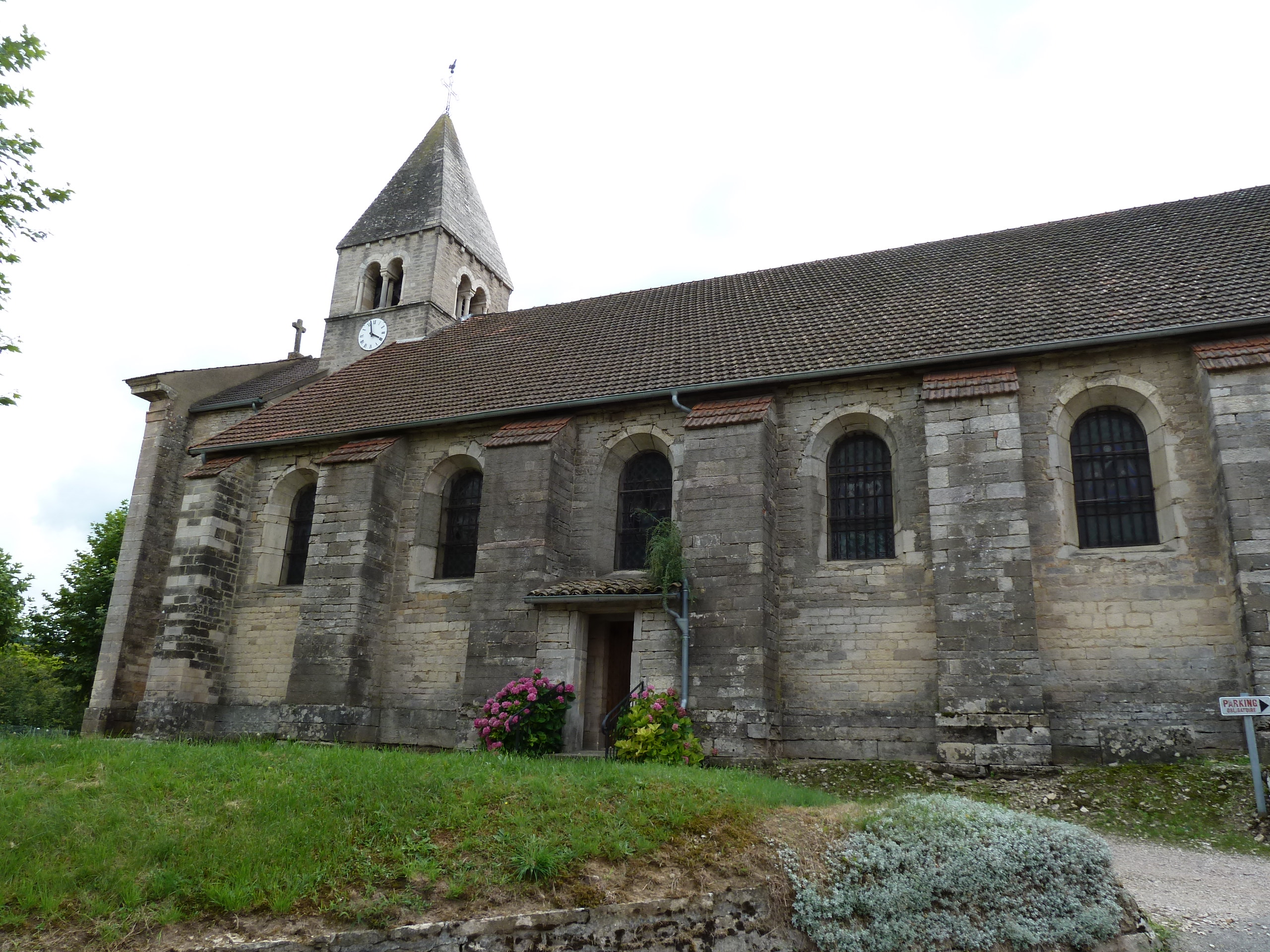
Kirche Saint-Loup
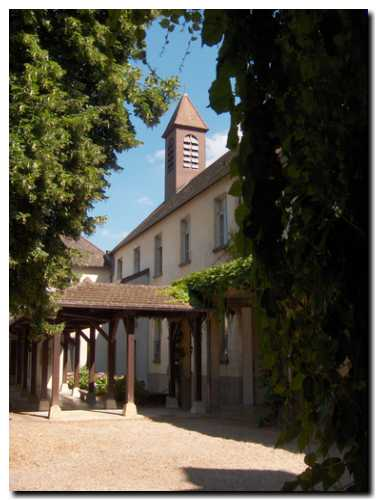
Kloster Notre-Dame
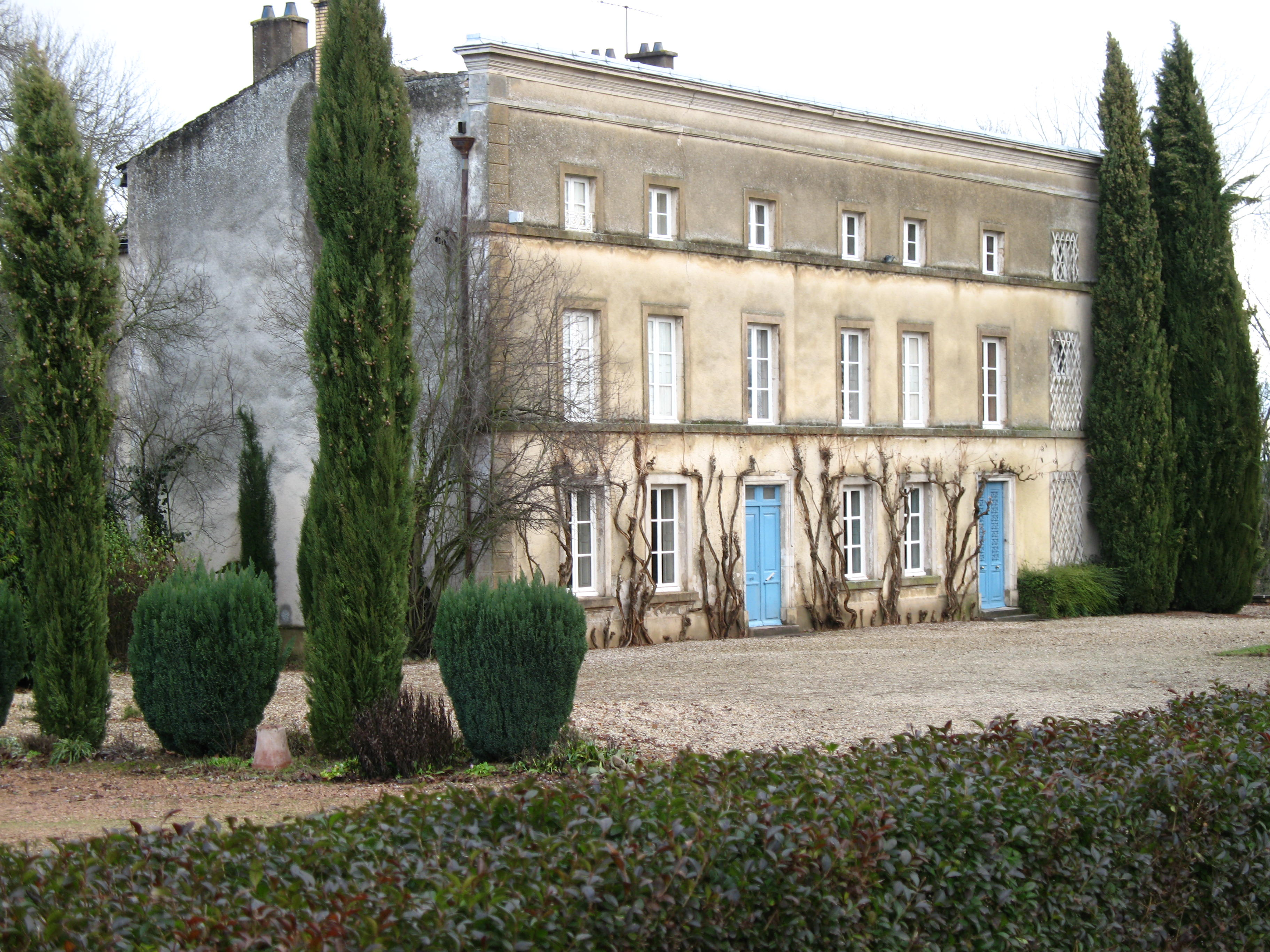
Schloss L’Arvolot aus dem 18. Jahrhundert
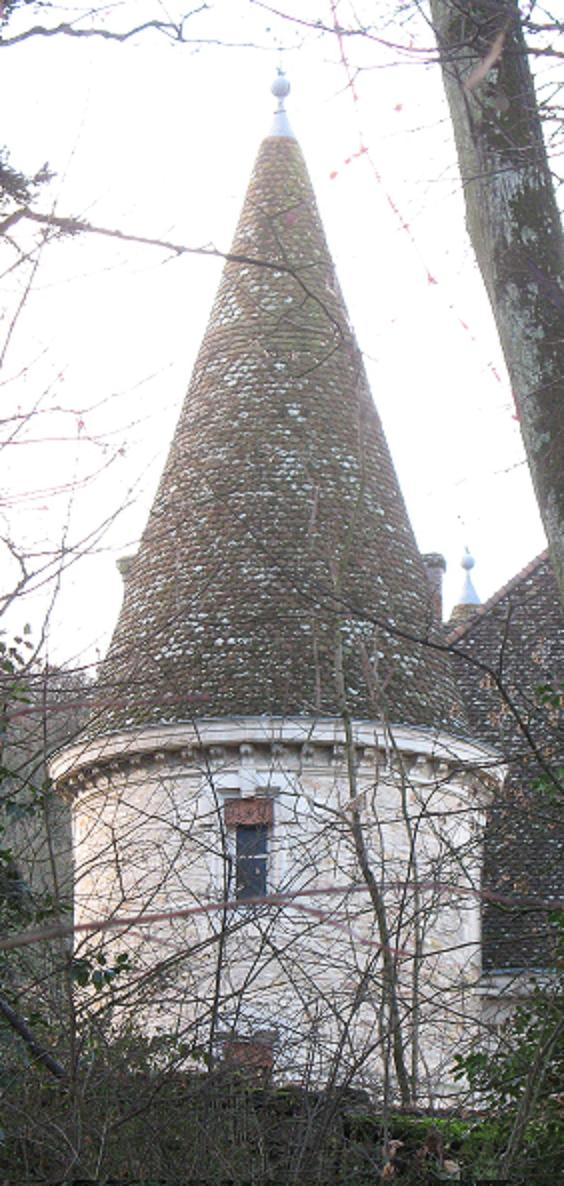
Schloss Pymont
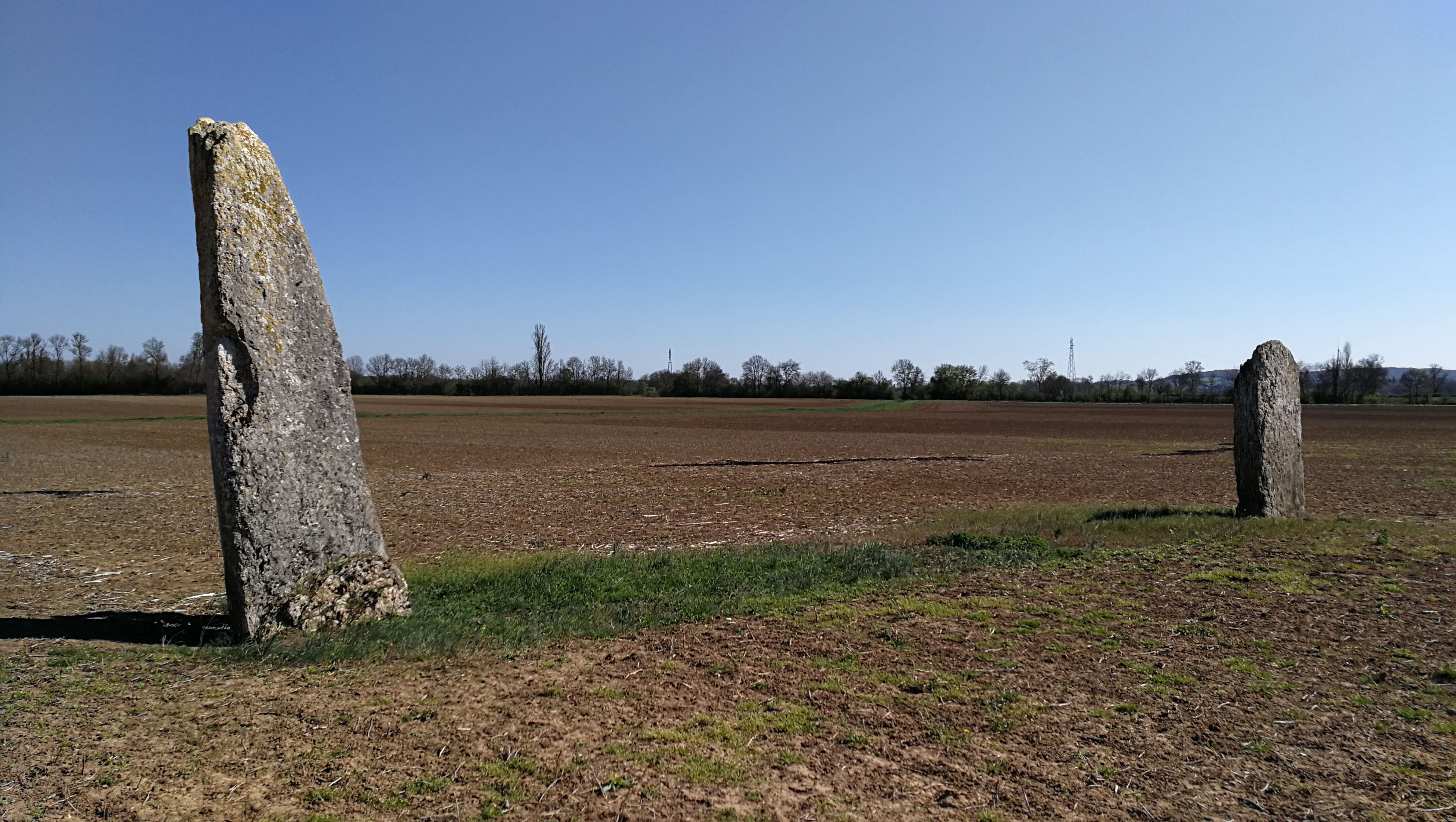
Menhir La Pierre-Fiche

- Schloss Venière

- Kirche Saint-Loup
- Kloster Notre-Dame
- Schloss Arvolot
- Schloss Venière
- Menhir La Pierre-Fiche

## Persönlichkeiten
- Loup de Chalon-sur-Saône (* im 6. Jahrhundert; † um 610), Bischof von Chalon-sur-Saône (601–602), Heiliger der römisch-katholischen Kirche, hier geboren